# لری گی: مهماندار مرد متمرد
لری گی: مهماندار مرد متمرد (به انگلیسی: Larry Gaye: Renegade Male Flight Attendant) فیلمی محصول سال ۲۰۱۵ و به کارگردانی سم فریدلندر است. در این فیلم بازیگرانی همچون مارک فیورستین، دنی پودی، جیما میز، ربکا رومین، پاتریک واربرتون، استنلی توچی، هنری وینکلر، مارسیا گی هاردن، مالی شنون، تی دیگز، ایان گومز، گریفین گلاک، باب گانتون، جسیکا لاندس، رزانا آرکت، جیسن الکساندر، ریچارد ریلی، آنتونی روئیویوار، مایکل بی سیلور، کریستوفر فیتزجرالد، جری برنز و اریک استولتس ایفای نقش کرده‌اند.